# Natação nos Jogos Olímpicos de Verão de 2024 - Revezamento 4x100 m medley misto
A prova do revezamento 4x100 m medley misto da natação nos Jogos Olímpicos de Verão de 2024 ocorreu em 2 e 3 de agosto de 2024 na Paris La Défense Arena, em Paris. Um total de 82 nadadores de 16 Comitês Olímpicos Nacionais (CON) participaram do evento.

## Qualificação
Para os revezamentos, um máximo de 16 equipes qualificadas em cada evento eram permitidas para totalizar de 112 equipes de revezamento; cada CON poderia inscrever apenas uma equipe por prova. As três melhores equipes em cada revezamento no Campeonato Mundial de Esportes Aquáticos de 2023 em Fukuoka, Japão, reservaram diretamente uma vaga, enquanto as treze equipes restantes competiram pela qualificação por terem os melhores tempos nas eliminatórias e finais nos resultados combinado de 2023 e do Campeonato Mundial de Esportes Aquáticos de 2024, em Doha, Catar.

## Formato
A competição consiste em duas rodadas: preliminares e final. As equipes com os oito melhores tempos nas baterias preliminares avançam a final. Desempates (swim-offs) são utilizados conforme necessário para quebrar os empates de avanço a próxima rodada.

## Calendário
Horário local (UTC+2)
| Data                | Horário | Fase         |
| ------------------- | ------- | ------------ |
| 2 de agosto de 2024 | 12:00   | Preliminares |
| 3 de agosto de 2024 | 21:55   | Final        |

## Medalhistas
|  | USA Estados Unidos                                                                                        |  | CHN China                                                              |  | AUS Austrália |
|  | Ryan Murphy Nic Fink Gretchen Walsh Torri Huske Regan Smith Charlie Swanson Caeleb Dressel Abbey Weitzeil |  | Xu Jiayu Qin Haiyang Zhang Yufei Yang Junxuan Tang Qianting Pan Zhanle |  | Kaylee McKeown Joshua Yong Matthew Temple Mollie O'Callaghan Iona Anderson Zac Stubblety-Cook Emma McKeon Kyle Chalmers |

1. 1 2 3 4 5 6 7 8 9 10  Participaram apenas das preliminares, mas também receberam medalhas.

## Recordes
Antes desta competição, os recordes mundiais e olímpicos da prova eram os seguintes:
| Tipo | Atleta                                                                                            | Tempo   | Local  | Data                |
| ---- | ------------------------------------------------------------------------------------------------- | ------- | ------ | ------------------- |
|      | GBR Grã-Bretanha Kathleen Dawson (58.80) Adam Peaty (56.78) James Guy (50.00) Anna Hopkin (52.00) | 3:37.58 | Tóquio | 31 de julho de 2021 |
|      | GBR Grã-Bretanha Kathleen Dawson (58.80) Adam Peaty (56.78) James Guy (50.00) Anna Hopkin (52.00) | 3:37.58 | Tóquio | 31 de julho de 2021 |

## Resultados

### Preliminares
As equipes com os oito melhores tempos, independente da bateria, avançam a final.
| Pos. | Bateria | Raia | CON                | Nadadores | Tempo   | Notas |
| ---- | ------- | ---- | ------------------ | --- | ------- | ----- |
| 1    | 2       | 5    | USA Estados Unidos | Regan Smith (57.87) Charlie Swanson (59.65) Caeleb Dressel (50.10) Abbey Weitzeil (53.36)                    | 3:40.98 | Q     |
| 2    | 1       | 4    | AUS Austrália      | Iona Anderson (58.81) Zac Stubblety-Cook (59.68) Emma McKeon (55.86) Kyle Chalmers (47.07)                   | 3:41.42 | Q     |
| 3    | 2       | 4    | CHN China          | Xu Jiayu (53.16) Tang Qianting (1:05.44) Zhang Yufei (56.59) Pan Zhanle (47.07)                              | 3:42.26 | Q     |
| 4    | 1       | 5    | NED Países Baixos  | Kai van Westering (54.25) Caspar Corbeau (59.28) Tessa Giele (57.81) Marrit Steenbergen (52.26)              | 3:43.60 | Q     |
| 5    | 2       | 3    | GBR Grã-Bretanha   | Kathleen Dawson (1:00.18) James Wilby (59.35) Joe Litchfield (51.37) Anna Hopkin (52.83)                     | 3:43.73 | Q     |
| 6    | 1       | 3    | CAN Canadá         | Blake Tierney (53.81) Apollo Hess (1:00.46) Maggie Mac Neil (56.14) Taylor Ruck (53.46)                      | 3:43.87 | Q     |
| 7    | 2       | 7    | FRA França         | Yohann Ndoye-Brouard (52.48) Antoine Viquerat (59.91) Lilou Ressencourt (58.55) Marie Wattel (53.05)         | 3:43.99 | Q,    |
| 8    | 2       | 6    | JPN Japão          | Riku Matsuyama (54.83) Taku Taniguchi (59.69) Mizuki Hirai (56.52) Rikako Ikee (53.21)                       | 3:44.25 | Q     |
| 9    | 1       | 6    | GER Alemanha       | Ole Braunschweig (54.05) Melvin Imoudu (59.33) Angelina Köhler (56.60) Nina Holt (54.77)                     | 3:44.75 |       |
| 10   | 2       | 8    | ISR Israel         | Anastasia Gorbenko (59.91) Ron Polonsky (59.56) Gal Cohen Groumi (50.84) Andrea Murez (55.02)                | 3:45.33 |       |
| 11   | 1       | 7    | ITA Itália         | Michele Lamberti (54.42) Nicolò Martinenghi (59.02) Costanza Cocconcelli (58.47) Sofia Morini (53.89)        | 3:45.80 |       |
| 12   | 2       | 2    | SWE Suécia         | Hanna Rosvall (1:00.17) Erik Persson (59.95) Sara Junevik (57.22) Robin Hanson (48.81)                       | 3:46.15 |       |
| 13   | 2       | 1    | GRE Grécia         | Apostolos Christou (52.83) Evangelos Nthoumas (1:00.34) Anna Ntountounaki (57.85) Theodora Drakou (55.38)    | 3:46.40 |       |
| 14   | 1       | 2    | POL Polônia        | Kacper Stokowski (54.10) Dominika Sztandera (1:07.92) Adrian Jaskiewicz (51.87) Kornelia Fiedkiewicz (54.30) | 3:48.19 |       |
| 15   | 1       | 1    | KOR Coreia do Sul  | Lee Eun-ji (1:01.56) Choi Dong-yeol (59.99) Kim Ji-hun (52.70) Hur Yeon-kyung (54.53)                        | 3:48.78 |       |
| 16   | 1       | 8    | BRA Brasil         | Guilherme Basseto (54.32) Gabrielle Roncatto (1:16.74) Nicolas Albiero (52.27) Stephanie Balduccini (53.94)  | 3:57.27 |       |

### Final
As três equipes mais rápidas na final conquistam as medalhas.
| Pos.              | Raia | CON                | Nadadores                                                                                         | Tempo   | Notas              |
| ----------------- | ---- | ------------------ | ------------------------------------------------------------------------------------------------- | ------- | ------------------ |
| Medalha de ouro   | 4    | USA Estados Unidos | Ryan Murphy (52.08) Nic Fink (58.29) Gretchen Walsh (55.18) Torri Huske (51.88)                   | 3:37.43 | Recorde mundial    |
| Medalha de prata  | 3    | CHN China          | Xu Jiayu (52.13) Qin Haiyang (57.82) Zhang Yufei (55.64) Yang Junxuan (51.96)                     | 3:37.55 | Recorde asiático   |
| Medalha de bronze | 5    | AUS Austrália      | Kaylee McKeown (57.90) Joshua Yong (58.43) Matthew Temple (50.42) Mollie O'Callaghan (52.01)      | 3:38.76 | Recorde da Oceania |
| 4                 | 1    | FRA França         | Yohann Ndoye-Brouard (52.80) Léon Marchand (58.66) Marie Wattel (56.44) Béryl Gastaldello (53.06) | 3:40.96 | Recorde nacional   |
| 5                 | 7    | CAN Canadá         | Kylie Masse (58.67) Finlay Knox (59.64) Joshua Liendo (50.08) Maggie Mac Neil (53.02)             | 3:41.41 |                    |
| 6                 | 6    | NED Países Baixos  | Kira Toussaint (1:00.50) Caspar Corbeau (59.04) Nyls Korstanje (51.19) Marrit Steenbergen (52.39) | 3:43.12 |                    |
| 7                 | 2    | GBR Grã-Bretanha   | Kathleen Dawson (1:00.68) James Wilby (59.00) Duncan Scott (51.61) Anna Hopkin (53.02)            | 3:44.31 |                    |
| 8                 | 8    | JPN Japão          | Riku Matsuyama (55.00) Taku Taniguchi (1:00.48) Mizuki Hirai (56.46) Rikako Ikee (53.23)          | 3:45.17 |                    |

Legenda
| Recorde mundial      | Recorde mundial (World record)               |                       | Recorde africano                      | Recorde africano (African) |                                           | Q | Classificado por posição (Qualified) |
| Recorde olímpico     | Recorde olímpico (Olympic record)            | Recorde da América    | Recorde da América (Americas)         | q                          | Classificado por melhor tempo (Qualified) |   |                                      |
| Melhor marca do ano  | Melhor marca do ano (World leading)          | Recorde asiático      | Recorde asiático (Asian)              | DNS                        | Não largou (Did not start)                |   |                                      |
| Recorde nacional     | Recorde nacional (National record)           | Recorde europeu       | Recorde europeu (European)            | DNF                        | Não terminou (Did not finish)             |   |                                      |
| Recorde pessoal      | Recorde pessoal do atleta (Personal best)    | Recorde da Oceania    | Recorde da Oceania (Oceania)          | DSQ / DQ                   | Desclassificado (Disqualified)            |   |                                      |
| Recorde da temporada | Recorde da temporada do atleta (Season best) | Recorde sul-americano | Recorde sul-americano (South America) | NM                         | Sem marca (No mark)                       |   |                                      |